# 胰岛素抵抗
胰岛素阻抗（英語：insulin resistance）又稱，是指胰臟並沒有任何病理問題时，脂肪细胞、肌肉细胞和肝细胞对正常濃度的胰岛素反應不足的現象，亦即這些細胞需要更高的胰島素濃度才能對胰島素產生反應。隨著情况发展，可能胰島素的分泌量尽管提升很多却也无法满足需求，引起肌肉细胞吸收和肝细胞储备的葡萄糖量降低，以及脂肪细胞储存的甘油三酸酯的水解，分别提升血浆中糖和自由脂肪酸的含量，进而导致代谢综合征。

## 病理生理学
一个具有正常代谢的人，胰岛素是在进食后由胰腺内的胰岛β-细胞分泌的，它传递信号给体内的胰岛素感应组织（例如肌肉與脂肪），使細胞膜表面產生葡萄糖運體4型（GLUT4）吸收葡萄糖来降低血糖含量到一个正常值（大约 5 mmol/L，或 90 mg/dL）。
在一个胰岛素抗性的人体内，正常水平的胰岛素无法激发诱导肌肉和脂肪细胞吸收葡萄糖的信号。为了对此进行补偿，胰岛素抗性个体的胰腺释放大量的胰岛素，以使足够的细胞被激发来吸收葡萄糖。通常情况下，这会导致在餐后数小时后血糖含量的急剧下降和低血糖反应。
最常见的胰岛素抗性类型和一种被称作代谢综合征的病状联系在一起。胰岛素抗性可以发展为彻底的二型糖尿病。常见的是餐后高血糖症，在这种情况下，胰腺β-细胞无法产生足够的胰岛素来保持正常血糖水平。β-细胞在高血糖的情况下无力分泌更多的胰岛素是从胰岛素抗性向二型糖尿病转变的特征。
許多病症都可以使人体对胰岛素变得越来越抵抗，例如感染（由细胞因子肿瘤坏死因子α介导）、酸毒症、過高的壓力、吸菸及接觸二手菸。近期研究着力于脂肪因子（由脂肪细胞制造的细胞因子）对胰岛素抗性的成因。胰岛素抗性也可能与特定的药物（例如糖皮质激素）有关。
不论成因，提高的血糖含量都会导致蛋白质的糖基化。那些患有内脏肥厚（即在腹部肌肉壁下储存大量的脂肪组织-区别于皮下脂肪或皮肤与肌肉之间的脂肪），高血压，高血糖症和坏血脂症（导致增高甘油三酸脂、小低密度脂蛋白颗粒和降低高密度脂蛋白胆固醇水平）的是常见的胰岛素抗性人群。胰岛素抗性还经常和超凝结状态（削弱的纤维蛋白溶解能力），以及增高的发炎细胞因子水平相关。
胰岛素抗性也偶见于使用胰岛素的病人中。在这种情况下，胰岛素抗体的形成导致了在服用胰岛素后葡萄糖含量下降低于期望（高血糖）。随着八十年代人类胰岛素及类似物的发展应用以及动物胰岛素（例如猪，牛）的削减，这类胰岛素抗性变得很少见。

## 父系遗传
胰岛素阻抗主要表现为高胰岛素血症或血糖在传统诊断指标高限附近，但并没有达到糖尿病诊断标准。这种病症可以通过父系遗传遗传给下一代，使下一代产生一系列的代谢疾病。有研究表明父系高脂肪饮食可以导致女性后代发生胰岛细胞功能障碍。启动子甲基化和去甲基化是调控胰岛素抵抗的重要步骤。它导致相关基因表达上调或下调，这些基因往往在胰岛素信号通路活着能量代谢过程中扮演重要的角色。

### 动物实验
当代胰岛素疾病越来越多，影响人群非常广泛。疾病的蔓延速度远远超过的基因变异应有的速度。所以一定有基因以外的因素影响该疾病。有实验表明父系高脂肪饮食可以导致女性子女体重增加和脂肪含量的上升。男性子女的体重在十五周左右也有一定程度的上升。GTT测试表明男性后代的糖耐受差于女性后代。(Peter Huypens 2016)

### 肝脏对表观遗传的影响
肝脏在控制血糖稳定方面有重要作用。胰岛素阻抗和肝脏不能抑制糖内生有很大联系。有研究表明脂肪肝是胰岛素阻抗的，肝脏的脂肪含量和代谢综合征成正相关。
1. 肥胖的并发症和肝内脂肪含量成正相关。
2. PPARGC1A 和TFAM启动子的甲基化程度和HOMA－IR和空腹胰岛素水平相关。
3. 肝脏的线粒体也与代谢功能相关。研究发现胰岛素阻抗的青少年有明显的线粒体功能障碍。线粒体DNA编辑线粒体DNA合成酶的CpG部分被发现与糖尿病眼病相关。
4. 慢性高血糖和硫氧环蛋白相互作用蛋白的表达有关，该蛋白是抗氧化抑制剂由H3K9乙酰化激活在眼部发炎和糖尿病眼病中也起到重要作用。
5. 对于人类TFAM启动子甲基化的研究发现该基因的表达和IR成正相关。启动子甲基化和非甲基化的比值也被发现和肥胖成负相关。
6. 胆酸和葡萄糖代谢也有非常强的相关性。在肥胖的ob/ob老鼠模型中，高血糖可以诱导细胞色素酶P450的组蛋白乙酰化导致CYP7A1 基因表达上升最后引起胆酸增加和胆酸成份的改变 (Silvia Sookoian, 2013)

### PPARGC1A 基因
该基因是调控能量代谢有关的基因。 因为胰岛素抵抗的病人的特征包括慢行高血糖， 这是胰腺β细胞功能受损的结果，该基因有可能通过DNA甲基化被下调。
氧化磷酸化过程受损被认为是胰腺β细胞功能受损的主要原因。研究人员发现PPARGC1A 的mRNA表达在胰岛素抵抗和2型糖尿病病人身上明显降低。在进一步甲基化测试中发现该基因的启动子的甲基化大概增加了两倍。测试还发现如果认为上调该基因的表达强度可以增加胰岛素的释放。在病人中也发现该基因表达量低的病人， 胰岛素水平也低。所有数据表明 PPARGC1A的表达在动物模型中与胰岛素分泌相关联。
PPARGC1A基因调控由葡萄糖刺激介导的胰岛素分泌， 其原理可能是通过增加ATP的产量来实现胰岛素分泌的增加。下降的mRNA水平和DNA的甲基化可能存在关联
在另一个实验中也发现了该基因甲基化的改变。实验要求实验对象卧床不运动10天，然后检查PPARGC1A的基因表达量。 实验发现该基因确有显著的下调而且有甲基化的增加。

### 组蛋白的乙酰转移酶和组蛋白去乙酰酶
这两种酶在胰岛相关疾病中占有重要的角色。一个例子是SIRT家族的乙酰转移酶。SIRT1被发现调控多种代谢因子和胰岛素分泌。组蛋白的乙酰化激活了某些致病基因。有研究表明高糖培养下的单核细胞会增加HATs CREB 结合蛋白和PCAF的表达，导致COX－2 和TNF－alpha启动子附近的组蛋白乙酰化，从而激活这两个基因。这个细胞实验结果和病人实验的结果一致。（Villeneuve，2010）

### 甲基化模块
有很多危险因素会让人产生胰岛方面的问题。包括肥胖，不运动，年龄。 但是并不是每一个病人都具有上述条件。但是有一点可以确定的是病人的易感性是由多位点决定的。有研究表明病人的高半胱氨酸比正常人有明显的增加。高半胱氨酸的作用是在体内维持甲基化反应的底物在和多代谢过程中起关键作用。可以被甲基化称为甲硫氨酸。如果一个人的饮食中没有硫的话，人就会去消耗体内剩下的甲硫氨酸，最终导致患胰岛疾病的风险上升。原因是甲硫氨酸可以影響SAM的水平。 SAM是提供DNA甲基化的来源。 没有SAM会导致正常的甲基化不能完成。
还有很多基因和染色体甲基化有关。其中一个基因编码MTHFR。 这是一个体内的还原酶。 这个酶参与的反应是把高半胱氨酸变成甲硫氨酸。甲硫氨酸是给CpG和组蛋白提供甲基的来源。 如果该基因的表达出现紊乱，势必影响体内甲基化水平。

## 研究

### 空腹胰岛素水平
空腹血清胰岛素水平高于 25 mIU/L 或 174 pmol/L 被认为是胰岛素抗性的证据。

### 葡萄糖耐力测试（OGTT）
在可能被用于诊断糖尿病的葡萄糖耐受测试中，病人空腹口服一剂75克的葡萄糖。在接下来的2小时中测试血浆葡萄糖水平。葡萄糖耐受测试可能在单纯胰岛素抗性中显示正常或中度不正常。经常，在早期测量中有葡萄糖水平的提高，反应出餐后胰岛素产生高峰的缺失。延长测试（若干小时）可能揭示一个低血糖“凹陷”，这是由於错过了生理的餐后胰岛素响应后过度的胰岛素分泌引起的。

### 糖化血色素及空腹血糖
由於糖化血色素可以反應一個人在過去三個月內的平均血糖，而許多早期糖尿病患者及胰島素抵抗患者的空腹血糖是正常的；因此同時檢測糖化血色素及空腹血糖（空腹血糖正常但糖化血色素偏高，代表近期經常出現飯後血糖過高），是比僅檢驗空腹血糖更靈敏。
糖尿病的確診標準是糖化血色素 ≧6.5%，而過去將糖化血色素正常值訂為 4%~5.9%，但最新的研究認為，糖尿病前期的確診標準應該降為 5.7%。

### 胰島素抗性指數
常用的是 HOMA-IR index，計算方式是：[空腹血清血糖 * 空腹血清胰島素 / 22.5]（血糖單位用 mmol/L）或 [空腹血清血糖 * 空腹血清胰島素 / 405]（血糖單位用 mg/dL），胰島素單位均採 μU/mL；數值低代表對胰島素敏感性好；數值高代表對胰島素抵抗性較強，較不理想。

## 胰岛素抗性成因
大多数胰岛素抗性的成因依然未知。然而，胰岛素抗性有可能是高碳水化合物的饮食方式造成的。有些内科医师相信葡萄糖胺（通常作为关节问题的处方药）也可能导致胰岛素抗性。
没有规律的低血糖，由于机体的调节功能，也可能导致胰岛素抵抗。

## 并发症
- 血色素沉着
- 多囊卵巢综合征
- 高皮质素（例如类固醇的使用或库欣氏病）
- 高尿酸血症，輕則引發痛風，重則造成心臟及腎臟衰竭。
- 高血壓、心血管疾病、中風
- 高胰島素血症

## 治疗
针对胰岛素抗性的初步处理是运动、减肥、戒菸及避免二手菸。对有些个体，低GI指数或低碳水化合物的饮食或许也有帮助。斋戒（禁食）可能也有作用。甲福明二甲双胍（metformin，抗糖尿病药、降血糖药）和噻唑烷二酮（thiazolidinediones）都会改善胰岛素抗性；他们可被用来治疗二型糖尿病，但目前不被用來治療胰岛素抗性。（不管怎么样，甲福明二甲双胍，美国第八位最常用处方药，经常在不顾FDA指导的情况下，被用来对抗前驱糖尿病和胰岛素抗性。）相对而言，生长素替代疗法可能会增强对胰岛素的抗性。
糖尿病预防计划表明运动和节食在降低进行性二型糖尿病风险上比甲福明二甲双胍有效两倍；同样的研究显示，结合运动和节食，甲福明二甲双胍产生最显著的作用。
一些类型的单不饱和脂肪酸和饱和脂肪会促进胰岛素抗性，而一些多不饱和脂肪酸（欧米茄-3）可以增加胰岛素敏感性。有些科学研究显示吡啶酸铬（chromium picolinate）可以增加胰岛素敏感性，特别是针对二型糖尿病，但其他研究并不显示这种效应。